# Árucsarnok (Brassó)
A brassói Árucsarnok (egyéb nevei Kereskedőház, Hirscher-ház, Hirscher-bazár, románul: Casa Negustorilor, németül: Kaufhaus) a nyugat-európai középkori árucsarnokok stílusát idéző épület, melyet a 16. század közepén építtetett Apollonia Hirscher patricius, hogy a helyi mestereknek és kereskedőknek legyen ahol kiállítsák és tárolják portékáikat. A Főtér délkeleti oldalán áll; egykoron Brassó legnagyobb világi épülete volt. 1749-ben, 1857-ben, és 1960-ban átépítették, jelenleg vendéglőknek, üzleteknek, cégeknek ad helyet. Két nagy szárnya egy belső udvart fog közre.

## Története
A brassói Főtér mindig is a kereskedés központja volt, a mesterek pedig kezdetben a régi városháza (Tanácsház) és néhány másik épület esőtől-hótól védett árkádjai alatt rendezték be üzleteiket. A 16. században ezek a helyiségek már nehezen birkóztak meg a vásári forgalommal, így időszerűvé vált egy külön árucsarnok építése.
A középkori német városok árucsarnokait idéző épület a Főtér délkeleti oldalán, az úgynevezett Virágsoron épült 1541–1545 között. A 8000 forintba kerülő építkezést Apollonia Hirscher, Lukas Hirscher (III.) városbíró özvegye finanszírozta. Nem ismeretes, hogy az épület mikor és hogyan került a város tulajdonába.
Az 1689-es nagy tűzvészben kiégett, majd 1699-ben újból tűz pusztította, de szerkezete nem károsodott. 1749-ben, Martinus Closius városbíró és Christoph von Seewaldt helyettes városbíró alatt alaposan kijavították és felújították. Az 1840-es években ismét felújították; az emeleti nagy, nyitott, félköríves nyílásokat kis, szögletes, üvegezett ablakokkal helyettesítették. 1857-ben befalazták a Főtérre nyíló nagy kaput, átépítették a Hirscher utca (egykori Halpiac) felőli szárnyat és a belső falakat, új árkádokat létesítettek.
1872-ben a céheket megszüntették, az Árucsarnokba mesterek helyett iparosok költöztek. A 20. század első felében az épület különféle üzleteknek adott helyet, a század közepén egy ideig poliklinika is működött benne. 1960-ban ismét felújították, visszaállítva eredeti formáját. Az 1960-as években itt létesült a Cerbul Carpatin, azaz Kárpáti szarvas komplexum, mely mind a helyiek, mind a turisták körében a város egyik legismertebb étterme volt. Ezt később átnevezték Casa Hirscherre, ma az állami turisztikai hivatal (ONT) privatizációja következtében létrejött Aro Palace részvénytársaság birtokolja.

## Leírása
Alaprajza és elrendezése teljes egészében megegyezik a középkori német árucsarnokokéval, pusztán szerényebb külsőjével tér el azoktól. Nyugati homlokzata az Apollonia Hirscher utcára (az egykori Halpiacra), a déli pedig a Johann Gött utcára (az egykori Fleischergasséra) néz.
Két, 64,5 méter hosszú szárnya egy keskeny belső udvart fog közre, mely egyirányú volt a szekerek számára: a főtéri bejáraton hajtottak be, a hátsó, Fleischergasse felőli kijáraton távoztak. A földszinten boltok és raktárak voltak, ahol kézműves termékeket és élelmiszert árultak; a Halpiac felőli árkádsor alatt szintén kereskedéseket rendeztek be. Az emeleten voltak a mesterek (később iparosok) műhelyei; főleg cipészek, csizmadiák dolgoztak itt; innen ered az épület román Podul Bătușilor (Csizmadiák hiúja) neve. Szintén az emeleten voltak a vámhivatal irodái és raktárai. A pincében bort tároltak.
A főtéri bejárat felett a Hirscherek oroszlános címere, az 1545-ös évszám, Brassó címere, és latin felirat látható: D[OMINI] LVCAE HYRSER RELICTA CONIVX APOLLONIA F[ECIT] C[ONSTRVERE], vagyis „Lucas Hirscher bíró Apollonia özvegye építtette”. Az 1749-es felújítás alkalmával a Halpiac felőli homlokzaton Brassó címerét ábrázoló és Closius és Seewaldt városbírókat megnevező domborművet helyeztek el; ezt ma a Takácsok bástyájában őrzik.
Az épület a romániai műemlékek jegyzékében a BV-II-m-A-11573 sorszámon szerepel.

## Képek

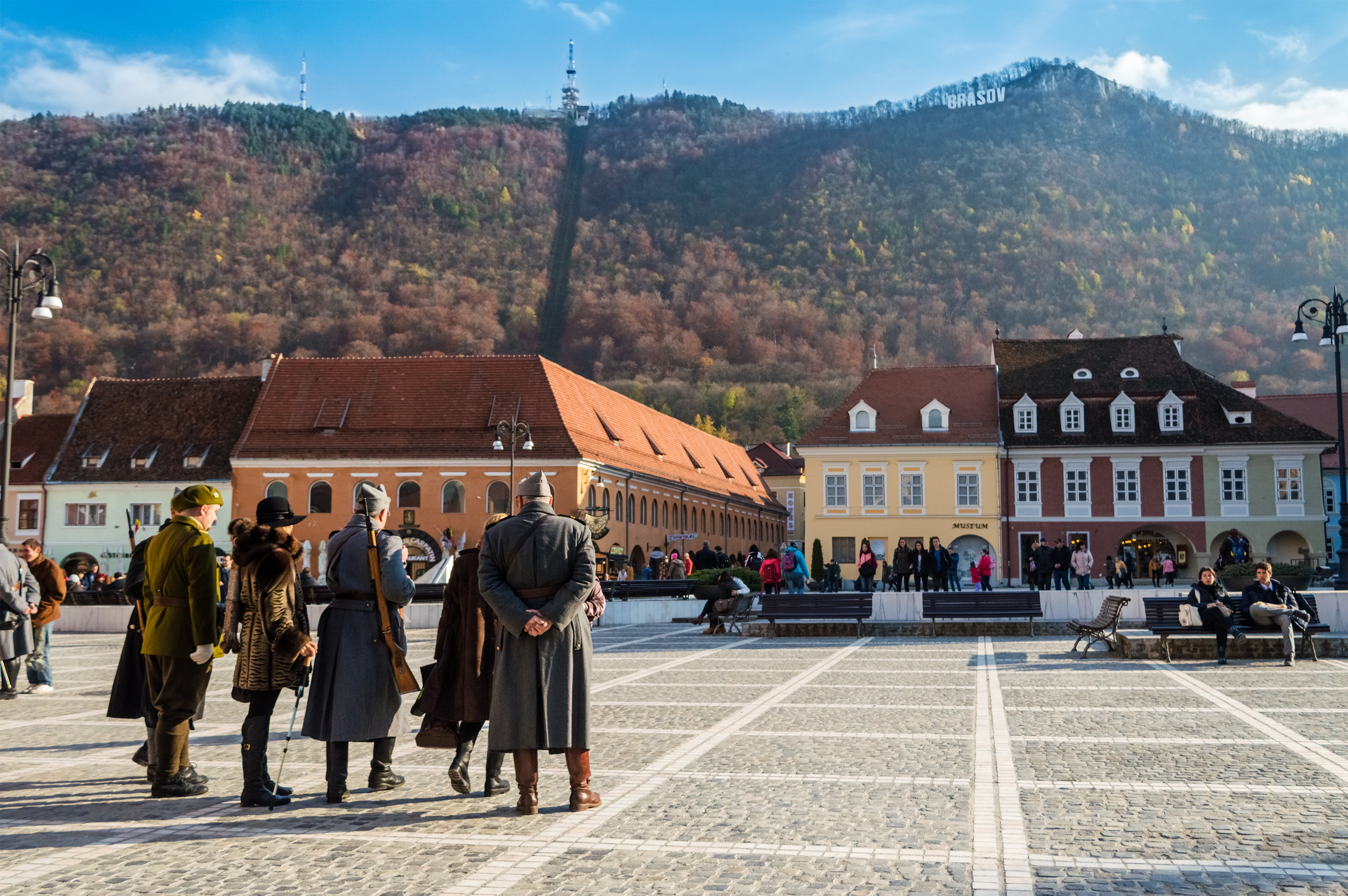
A főtéri Virágsor
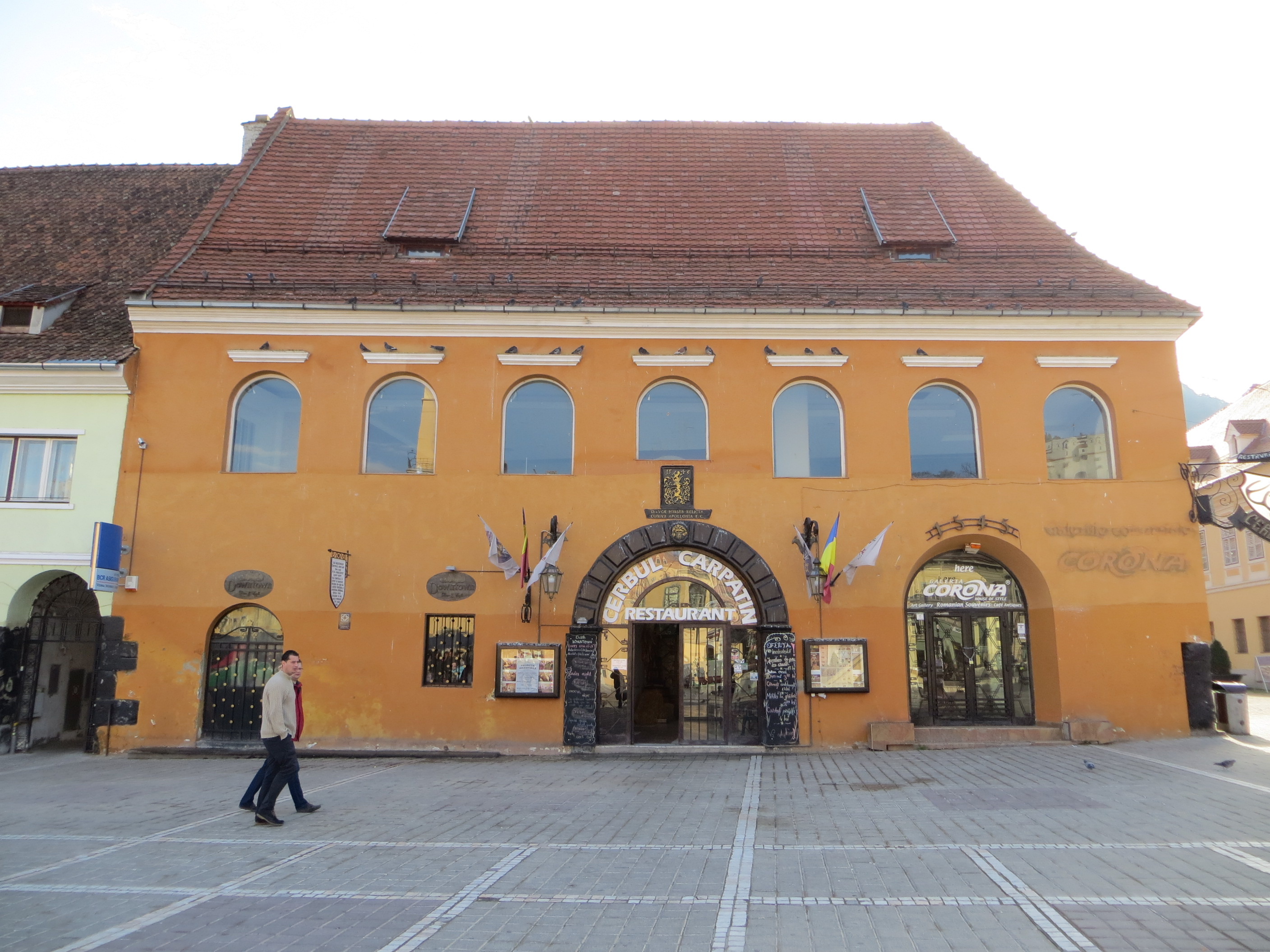
Főtéri homlokzat
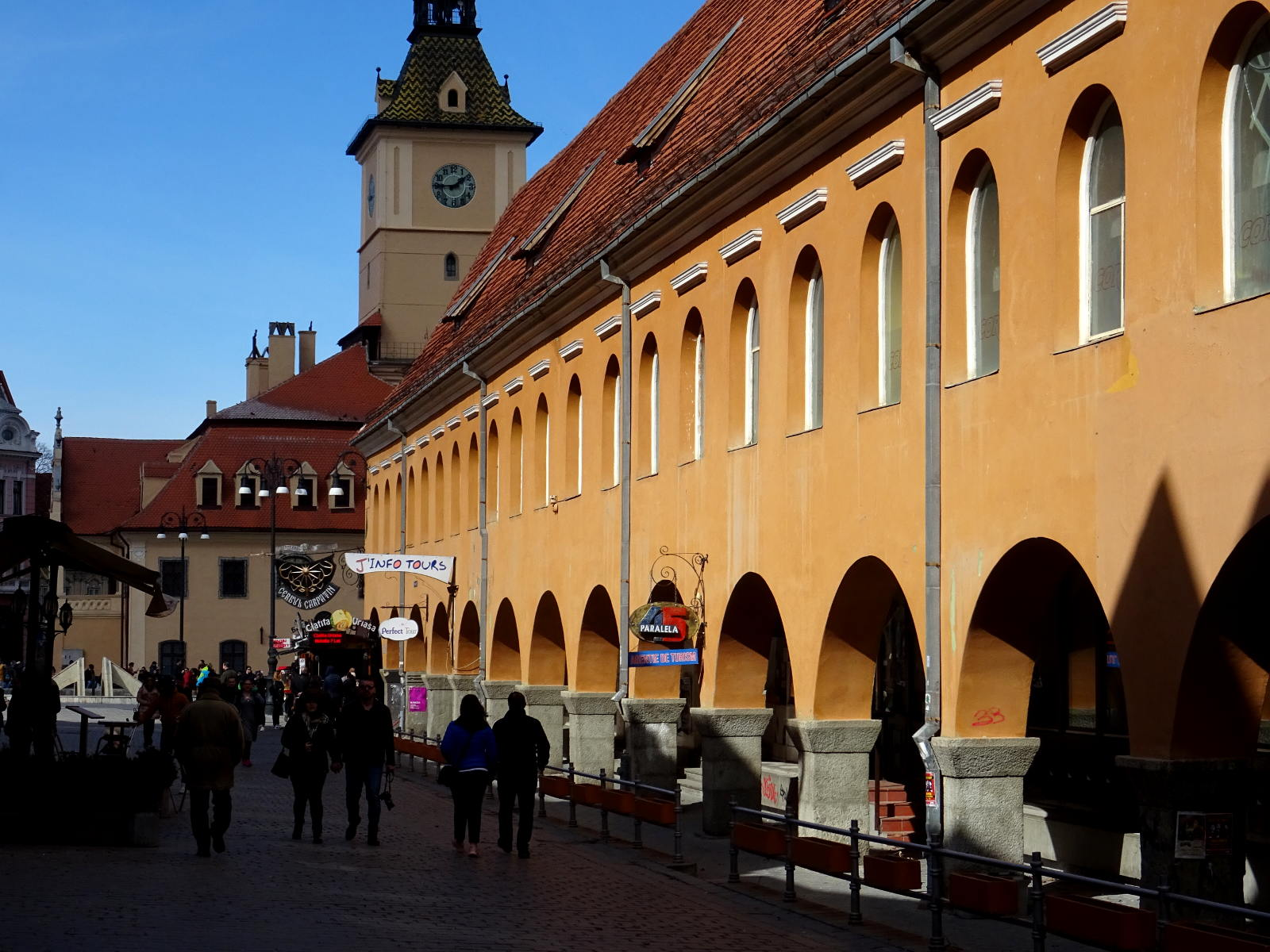
Nyugati homlokzat
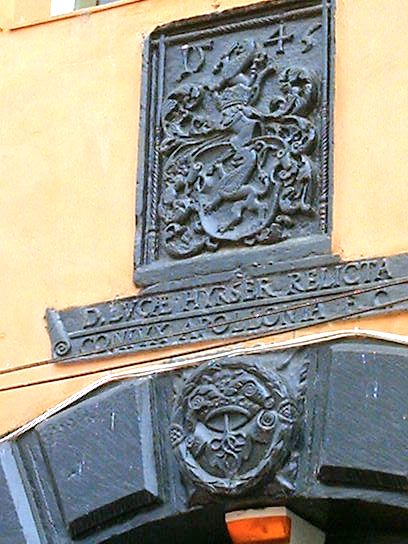
A Hirscher család és Brassó címere (1545)
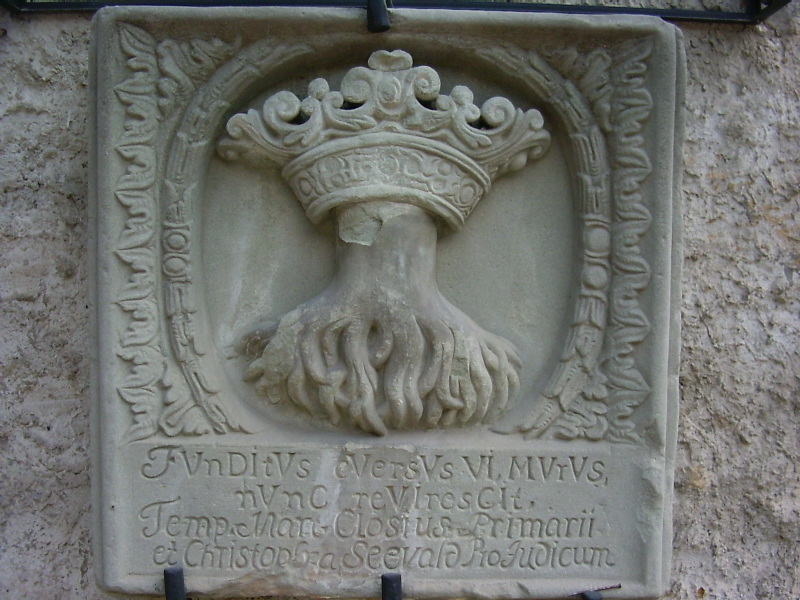
Brassó címere (1749)